# Olympische Jugend-Sommerspiele 2014/Badminton
Bei den Olympischen Jugend-Sommerspielen 2014 in der chinesischen Metropole Nanjing wurden drei Wettbewerbe im Badminton ausgetragen.
Die Wettbewerbe fanden vom 17. bis zum 22. August im Nanjing Sport Institute statt.

## Qualifikation

### Modus
Jeweils 32 Mädchen und Jungen starteten bei den Spielen. 28 Sportler pro Disziplin qualifizierten sich auf Basis der Weltrangliste, wobei pro NOK nur ein Starter vertreten sein durfte, es sei denn, zwei Spieler waren in den Top 4 der Weltrangliste. Jeder der fünf Kontinentalverbände erhielt automatisch einen Startplatz ebenso wie das Gastgeberland. Die vier verbleibenden Plätze wurden von der Tripartite Commission vergeben.
| Nr. | Platz | Name                   | NOK                 | Bemerkung             |
| --- | ----- | ---------------------- | ------------------- | --------------------- |
| 1   | 1     | Shi Yuqi               | China Volksrepublik | Asien                 |
| 2   | 2     | Lin Guipu              | China Volksrepublik |                       |
| 3   | 3     | Anthony Ginting        | Indonesien          |                       |
| 4   | 6     | Cheam June Wei         | Malaysia            |                       |
| 5   | 7     | Kanta Tsuneyama        | Japan               |                       |
| 6   | 8     | Phạm Cao Cường         | Vietnam             |                       |
| 7   | 9     | Max Weißkirchen        | Deutschland         | Europa                |
| 8   | 10    | Lee Cheuk Yiu          | Hongkong            |                       |
| 9   | 11    | Alex Vlaar             | Niederlande         |                       |
| 10  | 12    | Luís Enrique Peñalver  | Spanien             |                       |
| 11  | 16    | Aditya Joshi           | Indien              |                       |
| 12  | 17    | Bernard Ong Soon Yang  | Singapur            |                       |
| 13  | 18    | Luis Ramón Garrido     | Mexiko              | Amerika               |
| 14  | 19    | Tanguy Citron          | Frankreich          |                       |
| 15  | 20    | Wolfgang Gnedt         | Osterreich          |                       |
| 16  | 23    | Seo Seung-jae          | Korea Sud           |                       |
| 17  | 25    | Vladimir Shishkov      | Bulgarien           |                       |
| 18  | 26    | Dragoslav Petrović     | Serbien             |                       |
| 19  | 27    | Ruslan Sarsekenow      | Ukraine             |                       |
| 20  | 28    | Ygor Coelho            | Brasilien           |                       |
| 21  | 30    | Muhammed Ali Kurt      | Turkei              |                       |
| 22  | 32    | Krzysztof Jakowczuk    | Polen               |                       |
| 23  | 34    | Sachin Dias            | Sri Lanka           |                       |
| 24  | 35    | Andraž Krapež          | Slowenien           |                       |
| 25  | 37    | Lu Chia-hung           | Chinesisch Taipeh   |                       |
| 26  | 42    | Mek Narongrit          | Thailand            |                       |
| 27  | 60    | Daniel Guda            | Australien          | Ozeanien              |
| 28  | 70    | Abdelrahman Abdelhakim | Agypten             | Afrika                |
| 29  | NR    | Devins Mananga Nzoussi | Kongo Republik      | Tripartite Invitation |
| 30  | 87    | Abraham Ayittry        | Ghana               | Tripartite Invitation |
| 31  | NR    | Daniel Mihigo          | Uganda              | Tripartite Invitation |
| 32  | NR    | Dipesh Dhami           | Nepal               | Tripartite Invitation |

| Nr. | Platz | Name                  | NOK                 | Bemerkung             |
| --- | ----- | --------------------- | ------------------- | --------------------- |
| 1   | 1     | Akane Yamaguchi       | Japan               | Asien                 |
| 2   | 2     | He Bingjiao           | China Volksrepublik |                       |
| 3   | 3     | Busanan Ongbumrungpan | Thailand            |                       |
| 4   | 4     | Qin Jinjing           | China Volksrepublik |                       |
| 5   | 5     | Liang Xiaoyu          | Singapur            |                       |
| 6   | 9     | Luise Heim            | Deutschland         | Europa                |
| 7   | 10    | Ruthvika Shivani      | Indien              |                       |
| 8   | 11    | Clara Azurmendi       | Spanien             |                       |
| 9   | 12    | Mia Blichfeldt        | Danemark            |                       |
| 10  | 14    | Maja Pavlinić         | Kroatien            |                       |
| 11  | 15    | Lee Ying Ying         | Malaysia            |                       |
| 12  | 16    | Ruselli Hartawan      | Indonesien          |                       |
| 13  | 17    | Alida Chen            | Niederlande         |                       |
| 14  | 19    | Mariya Mitsova        | Bulgarien           |                       |
| 15  | 22    | Vladyslava Lesnaya    | Ukraine             |                       |
| 16  | 26    | Lole Courtois         | Frankreich          |                       |
| 17  | 28    | Aliye Demirbağ        | Turkei              |                       |
| 18  | 29    | Lee Chia-hsin         | Chinesisch Taipeh   |                       |
| 19  | 31    | Kim Ga-eun            | Korea Sud           |                       |
| 20  | 33    | Sabrina Solis         | Mexiko              | Amerika               |
| 21  | 37    | Joy Lai               | Australien          | Ozeanien              |
| 22  | 42    | Daniela Macías        | Peru                |                       |
| 23  | 43    | Magda Konieczna       | Polen               |                       |
| 24  | 45    | Janine Lais           | Osterreich          |                       |
| 25  | 46    | Katarina Beton        | Slowenien           |                       |
| 26  | 52    | Kristin Kuuba         | Estland             |                       |
| 27  | 61    | Thilini Pramodika     | Sri Lanka           | Tripartite Invitation |
| 28  | 62    | Doha Hany             | Agypten             | Afrika                |
| 29  | 66    | Ng Tsz Yau            | Hongkong            |                       |
| 30  | 150   | Tessa Kabelo          | Botswana            | Tripartite Invitation |
| 31  | NR    | Chlorie Cadeau        | Seychellen          | Tripartite Invitation |
| 32  | NR    | Rugshaar Ishaak       | Suriname            | Tripartite Invitation |

## Sieger und Platzierte
| Disziplin    | Gold                      | Silber                        | Bronze                  |
| ------------ | ------------------------- | ----------------------------- | ----------------------- |
| Herreneinzel | Shi Yuqi                  | Lin Guipu                     | Anthony Ginting         |
| Dameneinzel  | He Bingjiao               | Akane Yamaguchi               | Busanan Ongbumrungpan   |
| Mixed        | Cheam June Wei Ng Tsz Yau | Lee Chia-hsin Kanta Tsuneyama | Sachin Dias He Bingjiao |